# Wola Skarbkowa
Wola Skarbkowa – wieś w Polsce położona w województwie kujawsko-pomorskim, w powiecie radziejowskim, w gminie Osięciny.

## Podział administracyjny
Wieś duchowna, własność biskupstwa włocławskiego (klucz włocławski), położona była w II połowie XVI wieku w powiecie brzeskokujawskim województwa brzeskokujawskiego. W latach 1975–1998 miejscowość administracyjnie należała do województwa włocławskiego.
| Identyfikator miejscowości | Nazwa Miejscowości | Rodzaj miejscowości |
| -------------------------- | ------------------ | ------------------- |
| 0867242                    | Kopanina           | część miejscowości  |

Wieś sołecka – zobacz jednostki pomocnicze gminy w BIP.

## Demografia
Według Narodowego Spisu Powszechnego (III 2011 r.) liczyła 228 mieszkańców. Jest dziesiątą co do wielkości miejscowością gminy Osięciny.